# The Coming War on China
The Coming War on China ist ein 2016 erschienener Dokumentarfilm von John Pilger über die Entwicklung der USA als stärkste Wirtschaftsmacht und China als zweitstärkste Wirtschaftsmacht. Die Dokumentation erklärt, wie die USA und China sich aktuell auf dem Weg in einen Krieg befinden.

## Handlung
Als die Vereinigten Staaten, die größte Militärmacht der Welt, beschlossen, dass China, die zweitgrößte Wirtschaftsmacht, eine Bedrohung für ihre imperiale Vorherrschaft darstellte, wurden zwei Drittel der US-Marinekräfte nach Asien und in den Pazifik verlegt. Dies war die von Präsident Barack Obama im Jahr 2011 angekündigte „Hinwendung zu Asien“. China, das sich innerhalb einer Generation aus dem Chaos von Mao Zedongs „Kulturrevolution“ zu einem wirtschaftlichen Wohlstand entwickelt hatte, der mehr als 500 Millionen Menschen aus der Armut befreite, war plötzlich der neue Feind der Vereinigten Staaten.
Die Aufstockung der Seestreitkräfte würde die ohnehin schon überwältigende militärische Überlegenheit der USA in der Region noch verstärken. In den westlichen Medien wird nur selten darüber berichtet, dass 400 amerikanische Stützpunkte China mit Schiffen, Raketen und Truppen umgeben, und zwar in einem Bogen, der sich von Australien über den Pazifik nach Japan, Korea und quer durch Eurasien bis nach Afghanistan und Indien erstreckt.
The Coming War on China ist sein 60. Dokumentarfilm und wohl sein vorausschauendster. Der Film wurde in dem Monat fertiggestellt, in dem Donald Trump zum US-Präsidenten gewählt wurde, und untersucht die Herstellung einer „Bedrohung“ und das Heraufbeschwören einer nuklearen Konfrontation.
Der Film ist in Kapitel gegliedert. Kapitel 1 spielt auf den abgelegenen Marshallinseln im Pazifik, die 1945 von den Vereinigten Staaten als Treuhandgebiet der Vereinten Nationen mit der Verpflichtung übernommen wurden, „die Gesundheit und das Wohlergehen der Bevölkerung zu schützen“. Von 1946 bis 1958 ließen die USA auf den Inseln jeden Tag das Äquivalent einer Hiroshima-Bombe explodieren und verseuchten so Bevölkerung und Umwelt.
Pilger filmt auf dem verstrahlten Bikini-Atoll, das heute nicht mehr sicher bewohnt werden kann und beschreibt den Test der ersten Wasserstoffbombe der Welt im Jahr 1954 mit dem Codenamen Bravo, der eine ganze Insel verdampfte und in der Lagune von Bikini einen dunklen, kilometerbreiten Abgrund hinterließ. Die Bewohner wurden auf ein nahe gelegenes Atoll, Rongelap, umgesiedelt, wo der „unerwartete“ radioaktive Niederschlag sie mit zahlreichen Krebsarten infizierte.
In freigegebenen Dokumenten wird ein geheimes Programm beschrieben, das ursprünglich dazu diente, die Auswirkungen der Strahlung auf Mäuse zu testen, und das auf den Marshallinseln auf Menschen angewendet wurde. Ein damaliger Beamter der US-Atomenergiebehörde beschreibt die Insel Rongelap als den „bei weitem am stärksten kontaminierten Ort der Erde“.
Die menschlichen Versuchskaninchen wurden regelmäßig überwacht und wissenschaftlichen Untersuchungen unterzogen. Viele erkrankten an Schilddrüsenkrebs, bei Säuglingen traten Missbildungen auf, und zahlreiche Überlebende der ersten Explosion starben an einer Strahlenvergiftung. Es wurde ein Schiedsgericht eingerichtet, dem jedoch schnell das Geld ausging. Die bewegendsten Interviews des Films stammen von Inselbewohnern, meist älteren Frauen, die in prekären Verhältnissen und in Armut überlebt haben. Auf der größten der Marshallinseln, Kwajalein, befindet sich heute einer der geheimsten Stützpunkte der Vereinigten Staaten, eine Raketenabschussrampe, die als „Sprungbrett nach Asien und darüber hinaus“ gedacht ist und auf China zielt.
Kapitel 2 beschreibt Chinas bemerkenswerten Aufstieg. Anhand seltener Archivfilme beschreibt Pilger das „Jahrhundert der Demütigung“, als die Chinesen im Westen als „Gelbe Gefahr“ dargestellt wurden und rassistische Stereotype in Hollywood gang und gäbe waren. Der Autor James Bradley beschreibt den Opiumhandel und die Kolonisierung durch Großbritannien und die anderen imperialen Mächte. „Die amerikanische industrielle Revolution wurde durch riesige Geldmengen aus illegalen Drogen auf dem größten Markt der Welt, China, finanziert“, sagt er.
Die kommunistische Revolution von 1949 markierte das Ende der ausländischen Ausbeutung, aber ironischerweise auch den Beginn eines Chinas, das kaum ein „Experte“ im Westen vorhergesehen hatte. Heute „hat China Amerika in seinem eigenen großen Spiel des Kapitalismus überholt – und das ist unverzeihlich.“
In Kapitel 3 wird die vierhundert Meilen entfernte, japanische Insel Okinawa beleuchtet. Auf ihr bilden 32 amerikanische Militäreinrichtungen die Frontlinie eines kommenden Krieges mit China. Die 87-jährige Fumiko Shimabukuro ist eine der Anführerinnen des gewaltlosen Widerstands gegen Washingtons „Schwenk nach Asien“. Sie fordern die Schließung der Stützpunkte und verweisen auf eine Warnung aus der Vergangenheit. Im Jahr 1962, während der Kubakrise, befahl ein Offizier, der offenbar den Verstand verloren hatte, den Abschuss amerikanischer Atomraketen auf China, Russland und Nordkorea. Nur durch Glück – und die Wachsamkeit eines anderen Offiziers – konnte sein Wahnsinnsanfall gestoppt werden. In einer denkwürdigen Sequenz beschreibt ein Mitglied der Raketenbesatzung von 1962, wie die Welt „aus Versehen“ beinahe zerstört worden wäre.
Im Jahr 2015, so Pilger, probten die US-Marine und ihre regionalen Verbündeten, darunter Australien, eine Blockade, die Chinas Lebensadern für Öl, Handel und Rohstoffe abschneiden sollte. Heute führt Präsident Trump einen Handelskrieg gegen China, wo die größten Unternehmen der Vereinigten Staaten, wie Apple, ihren Sitz haben: die Quelle eines Handelsdefizits, für das China in Trumps Welt als „Bösewicht“ verantwortlich gemacht wird. In der Zwischenzeit hat China Militärflugplätze auf den umstrittenen Spratly-Inseln im Südchinesischen Meer errichtet und seine Atomraketen angeblich in „höchste Alarmbereitschaft“ versetzt.

## Kritiken
„Abandoning any interest in nuance or subtlety, Pilger, often on camera in shades and strange golden mullet, argues that the Pacific is now a “flashpoint for war between China and America” and that American bases in the region are threatening China with a “giant noose” around its neck.“

 – Kevin Maher